# Kaliacar
Kaliacar is een bestuurslaag in het regentschap Probolinggo van de provincie Oost-Java, Indonesië. Kaliacar telt 4009 inwoners (volkstelling 2010).